# Centímetro
El centímetro (símbolo cm) es una unidad de longitud. Es el segundo submúltiplo del metro y equivale a la centésima parte de él.
1 cm = 0.01 m = 10−2 m
Se trata de una unidad de longitud derivada en el Sistema Internacional de Unidades, al mismo tiempo que es la unidad de longitud básica en el Sistema Cegesimal de Unidades.

## Equivalencias
8
- 10 mm
- 0,1 dm
- 0,01 m
- 0,001 dam
- 0,000 1 hm
- 0,000 01 km
- 0,000 001 mam

## Otros usos
Además de unidad de medida de longitud, el centímetro es usado en:
- El Sistema Cegesimal de Unidades para medir la capacitancia, donde 1 cm. = 1.113x10-12 F.[2]